# Эльбрусит-(Zr)
Эльбрусит-(Zr) (англ. Elbrusite-(Zr))— урановый минерал со структурой гранатов. Представлен в природе микроскопическими зёрнами.

## Описание
Сингония — кубическая.
Цвет — коричневый, тёмно-коричневый до чёрного.
Черта — коричневая.
Блеск — стеклянный до тусклого смоляного.
Плотность 4.801.
Радиоактивный.

## Месторождения
Был найден в спёрритовых зонах скарновых ксенолитов Верхне-Чегемской кальдеры на Северном Кавказе.